# Paraminabea goslineri
Paraminabea goslineri is een zachte koraalsoort uit de familie Alcyoniidae. De koraalsoort komt uit het geslacht Paraminabea. Paraminabea goslineri werd in 1992 voor het eerst wetenschappelijk beschreven door Williams. 